# Grodzisk (gromada w powiecie mińskim)
Grodzisk – dawna gromada, czyli najmniejsza jednostka podziału terytorialnego Polskiej Rzeczypospolitej Ludowej w latach 1954–1972.
Gromady, z gromadzkimi radami narodowymi (GRN) jako organami władzy najniższego stopnia na wsi, funkcjonowały od reformy reorganizującej administrację wiejską przeprowadzonej jesienią 1954 do momentu ich zniesienia z dniem 1 stycznia 1973, tym samym wypierając organizację gminną w latach 1954–1972.
Gromadę Grodzisk z siedzibą GRN w Grodzisku utworzono – jako jedną z 8759 gromad na obszarze Polski – w powiecie mińskim w woj. warszawskim, na mocy uchwały nr VI/10/7/54 WRN w Warszawie z dnia 5 października 1954. W skład jednostki weszły obszary dotychczasowych gromad Grodzisk, Skruda i Topór (z wyłączeniem wsi Jeziorek) oraz kolonia Natolin z dotychczasowej gromady Guzew ze zniesionej gminy Kuflew w powiecie mińskim oraz obszar dotychczasowej gromady Choszcze ze zniesionej gminy Sinołęka w powiecie węgrowskim (woj. warszawskie). Dla gromady ustalono 12 członków gromadzkiej rady narodowej.
Gromadę zniesiono 1 stycznia 1969, a jej obszar włączono do gromady Mrozy w tymże powiecie.